# Акція «Буря» на Волині

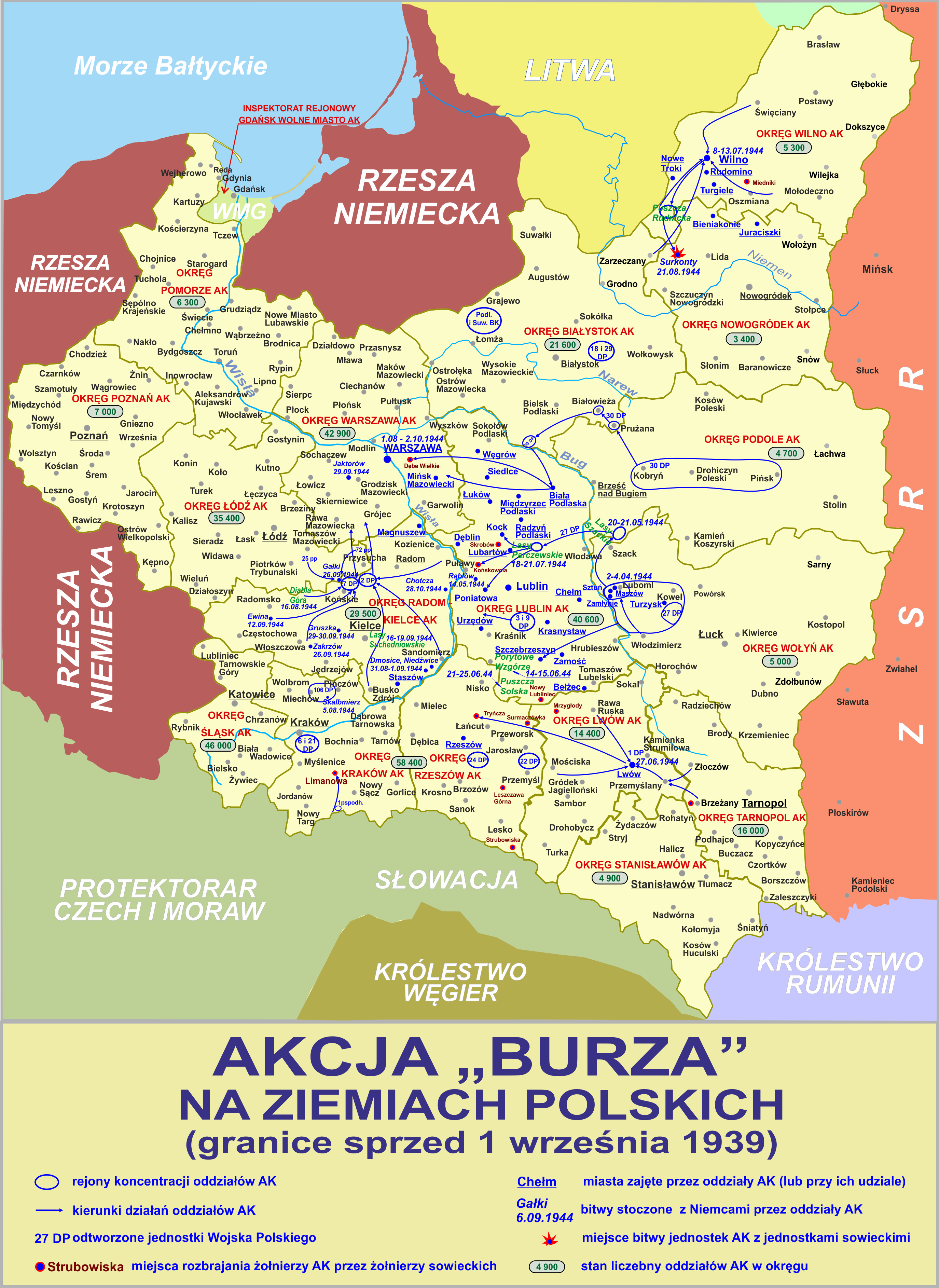
Місця боїв Армії Крайової (АК) під час акції «Буря»

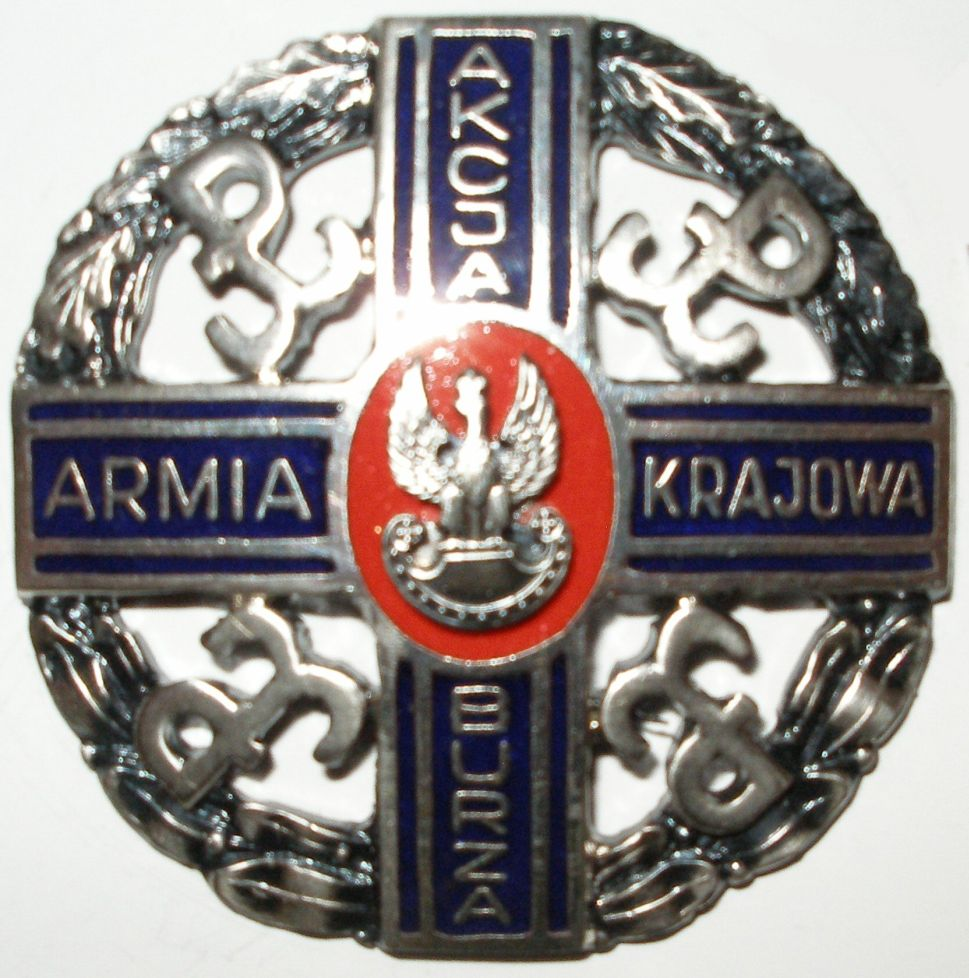
Відзнака АК, якою нагороджували за участь в акції «Буря»

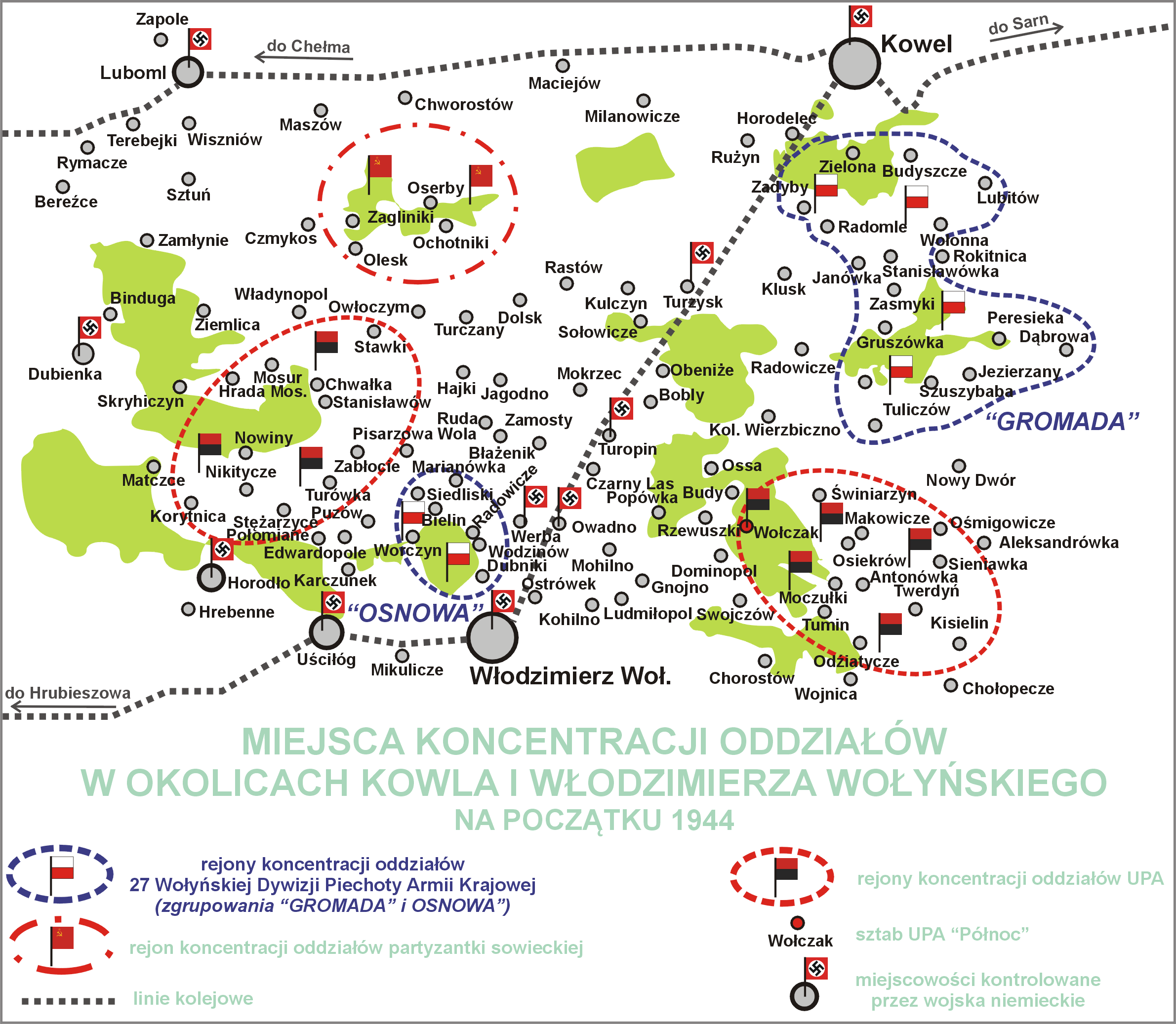
Місця зосередження на початку 1944 р.

Акція «Буря» на Волині (пол. Akcja „Burza” na Wołyniu) — військова операція, організована та проведена загонами Армії Крайової проти підрозділів Вермахту в завершальній стадії німецької окупації безпосередньо перед вступом Червоної армії у межі довоєнної Польщі на ділянці її колишнього Волинського воєводства, а також у ході бойових дій радянських військ проти німецьких частин на зазначеній території.
На Волині в цій акції взяло участь 6,5 тис. вояків 27-ї Волинської піхотної дивізії Армії Крайової.

## Хронологія

### 1944
- 4 січня — Червона армія вступила на територію  Рівненської області поблизу Сарн.
- 15 січня — проведено мобілізацію поляків кільканадцятьох років народження. Райони концентрації: ліси в околицях Ковеля і Володимира-Волинського.
- 19 січня — з'єднання АК «Основа» після відміни наказу про атаку на Володимир-Волинський, отримавши інформацію про планований УПА напад на Білин, вдарило на Гнійне. Поляки, втім, не змогли подолати сильну оборону українців, і вночі відступили до Білина і Селиська.
- 28 січня — створення 27-ї Волинської піхотної дивізії.
- 8 лютого — підрозділи АК «Основи» надали допомогу самообороні в Едвардполі, при чому були здобуті опорні пункти УПА у Ворчині та Пузові[1].
- 10 лютого — командування Волинським округом АК прийняв підполковник Ян Войцех Ківерський.
- 29 лютого — три батальйони 27-ї дивізії АК пішли на штурм бази УПА в Озютичах. Він закінчився невдало. Поляків до того ж обстріляли три німецькі літаки, які прилетіли, мабуть, щоб розвідати ситуацію, і включилися в бій — загинуло 20 бійців, а ще 20 поранено. Після бою за Озютичі, який закінчився кривавою поразкою польських підрозділів, АКівці відступили до Домінополя.
- 4 березня — налагодження контакту з радянською стороною (капітан Микола Гусєв) у районі Діброва — Засмики.
- 17 березня — роззброєння роти Вермахту в Засмиках.
- 18 березня — початок боїв із німцями.
- 20—27 березня — низка боїв коло річки Турії (зокрема, захоплення Турійська і бій за міст у Туропині).
- 23 березня — роззброєння загону (76 солдатів) вермахту в Стенжаричах.
- 24 березня — бій під Капітулкою.
- 26 березня — перемовини підполковника Й. В. Ківерського з радянським командувачем армії, що діяла на ковельському напрямку, генералом Сергєєвим.
- Кінець березня — перегрупування дивізії, перекидання угруповання «Громада» на південний захід від Ковеля з метою взаємодії з Червоною армією при взятті цього міста.
- Квітень — бої на передовій на захід від Ковеля.
- 2 квітня — бій під Штунем і Замлинням.
- 3 квітня — захоплення Машова.
- 3—4 квітня — нічний бій з есесівцями (гірські стрільці) в Штуні. 81 німця було вбито та 42 взято в полон. Польські втрати: 8 загиблих і 6 поранених.
- 5 квітня — втрата Штуня на користь німців.
- 7 квітня — засідка під Калинівкою на колону німецьких машин. 10 німців було вбито, 2 — взято в полон.
- 8 квітня — відхід батальйону «Яструби» з Чмикоса під натиском німецької атаки із застосуванням танків.
- 8 квітня — прийняття скинутої з повітря передачі під Ладинню.
- 9 квітня — атака німців на позиції 27-ї Волинської піхотної дивізії під Пустинкою, Ставочками та Замлинням. Польські сили були витіснені зі Ставечків і Замлиння, але їм удалося втримати Пустинку.
- 10 квітня — продовження німецької атаки, подальше погіршення позицій дивізії.
- 12 квітня — спроби перейняти ініціативу у взаємодії з військами Червоної армії, невдалий контрнаступ на північному та південному напрямках, включаючи спробу захоплення Володимира-Волинського.
- 12—13 квітня — зустріч підполковника Ківерського з генералом Громовим, що пройшла у прохолодній атмосфері. Громов не згодився на відступ дивізії на східний берег Турії, до зони дії радянських частин. Він порекомендував вести оборонні бої в масиві стенжарицьких, мосирських і землицьких лісів. Тієї ночі німці витіснили поляків із Пустинки. Спроба відбити її наступного дня зазнала невдачі.
- 13—14 квітня — зайняття нових оборонних позицій: по північному краю мосирських лісів і на півдні по лінії боліт в районі Заболоття.
- 15 квітня — втрата села Селисько батальйоном «Луна».
- 16—19 квітня — важкі оборонні бої в оточенні.
- 18 квітня — загибель командира 27-ї Волинської піхотної дивізії АК.
- 21 квітня — вихід із першого оточення (на Волині).
- 28 квітня — зупинка в шацьких лісах (Полісся).
- 21 травня — вихід із другого оточення (на Поліссі).
- 27 травня — трагічна переправа через Прип'ять на другий бік фронту.
- 10 червня — перехід на землі Люблінщини.

Решта підрозділів, які перейшли через Буг на захід у Люблінський військовий округ АК, взяли участь в акції «Буря» вже на люблінській землі. Дивізія вела безперервні бої до кінця липня 1944 р. 20-21 липня солдати 27-ї дивізії визволяли Коцьк і Любартів. Незабаром після приходу радянських військ дивізія була роззброєна, а відтак перестала існувати.

## Підсумок
27-ма Волинська піхотна дивізія Армії Крайової у проміжку від січня до червня 1944 р. провела понад 100 боїв (менших чи більших), втративши понад 600 вояків убитими. Юзеф Туровський оцінював втрати противника (німців та угорців) у 700—750 убитих та щонайменше 900 поранених.